# Sơn ca Đông Dương
Sơn ca Đông Dương (Mirafra erythrocephala) hay sơn ca Đông Dương một loài chim sơn ca trong họ Alaudidae được tìm thấy ở Đông Nam Á.

## Phân loại và hệ thống
Theo công trình cách đây khoảng một thập kỷ của Per Alström, sơn ca Đông Dương đã tách ra khỏi loài sơn ca Thái Lan để hình thành một loài mới riêng biệt.

## Phân bố và sinh cảnh
Phạm vi của chim sẻ bụi Đông Dương trải dài khắp khu vực Đông Nam Á rộng lớn và có thể được tìm thấy ở Myanmar, Thái Lan, Campuchia, Việt Nam và Lào.
Loài sơn ca Đông Dương được tìm thấy ở các môi trường sống mở với diện tích lên đến 900m đan xen với cây cối, cây bụi và đã thích nghi với đất đai canh tác. Loài này cũng sống ở rìa rừng và các bụi tre.